# Banco Nacional de Pakistán
El Banco Nacional de Pakistán, abreviado como NBP ( Urdu : نیشنل بینک آف پاکستان ), es un banco comercial multinacional propiedad del gobierno Paquistaní filial del Banco Estatal de Pakistán abreviado como SBP. Su sede esta en Karachi, Pakistán y en diciembre de 2022, contaba con más de 1,500 sucursales en todo Pakistán .
El banco ofrece varios servicios bancarios en el sector comercial y público, incluyendo el mercado de deuda-capital, banca de inversión corporativa, banca minorista y de consumo, financiación agrícola y servicios de tesorería . En el año 2020, el banco fue designado banco nacional de importancia sistémica (D-SIB) por el Banco Estatal de Pakistán (SBP). 